# Попов, Александр Викторович
Александр Викторович Попов (20 ноября 1974, Новосибирск, Новосибирская область, РСФСР, СССР — 2 июля 2018, Москва, Россия) — российский военный деятель, полковник, Герой Российской Федерации (2014).

## Биография
Александр Викторович Попов родился 20 ноября 1974 года в Новосибирске.
Учился в школе в Хабаровске. В 1991 году окончил Уссурийское суворовское военное училище, а в 1995 году — Дальневосточное высшее общевойсковое командное училище.
Служил в подразделениях Главного (разведывательного) управления Генерального штаба Вооружённых сил Российской Федерации. Являлся командиром отряда Сил специальных операций ГУ ГШ ВС РФ в городе Солнечногорск-2 Московской области. Имел воинское звание полковника.
В качестве командира сводного отряда спецназа принимал участие в операции по аннексии Крыма Россией, за что был удостоен звания Героя России одним президентским указом вместе со своим товарищем по ДВОКУ Анатолием Чепигой.
Жил в Москве. Скончался 2 июля 2018 года. Похоронен на Троекуровском кладбище.

## Награды
- Звание «Герой Российской Федерации» с вручением медали «Золотая Звезда» (4 апреля 2014, указом президента России) — «за мужество и героизм, проявленные при выполнении воинского долга»[1][5][7][11].
- Орден Мужества, медаль «За отвагу», другие медали[1].

## Память
Имя Попова золотыми буквами выбито на стеле выдающихся выпускников ДВОКУ — героев Советского Союза и Российской Федерации за памятником К. К. Рокоссовскому на территории училища. При этом их список неполон, в частности, двое неуказанных выпускников ДВОКУ были награждены за участие в операции в Крыму. В 2019 году имя Попова было высечено на «стеле Героев Отечества» в Хабаровске.